# Muntanya del Castell (Celrà)
La Muntanya del Castell és una muntanya de 189 metres al municipi de Celrà, a la comarca del Gironès.